# Semana Santa en Palma de Mallorca
La Semana Santa de Palma de Mallorca es una celebración cristiana que conmemora la pasión, muerte y resurrección de Cristo. Del Domingo de Ramos al Domingo de Pascua, excluyendo el Sábado Santo y añadiendo el Viernes de los Dolores, 33 cofradías participan en los actos procesionales de la ciudad. 
Durante este periodo de tiempo, los actos más relevantes que se realizan son las procesiones, organizadas por la Asociación de Cofradías de Semana Santa de Palma. Entre las principales características está la participación de todas las cofradías en la procesión del Santo Cristo de la Sangre, la originaria y eje central de todas las procesiones palmesanas, la costumbre de repartir confits o peladillas al público que observa la procesión, la costumbre de cantar el credo dentro de la iglesia en el punto final de la procesión y la presencia de imágenes discretas y portadas por cuatro personas, más que grandes pasos llevados por muchos costaleros.
Además, se realizan dos actos más de gran relevancia en la ciudad, los cuales, provocan una gran afluencia de público: el davallament del Santo Cristo de la Sangre desde su altar hasta ser depositado horizontalmente enfrente del altar mayor para el besapies en la Iglesia de la Sangre el día antes de su participación en los desfiles (el Miércoles Santo) y el Sant Enterrament o Santo Entierro en la Iglesia del Socorro al finalizar el acto penitencial del Viernes Santo.
En 2023 fue declarada Fiesta de Interés Público Municipal por el Ayuntamiento de Palma, siendo tradición que la fachada de Cort sea engalanada durante esa semana y una delegación del consistorio este presente en la procesión del Jueves Santo como muestra de respeto.

## Historia

### Orígenes

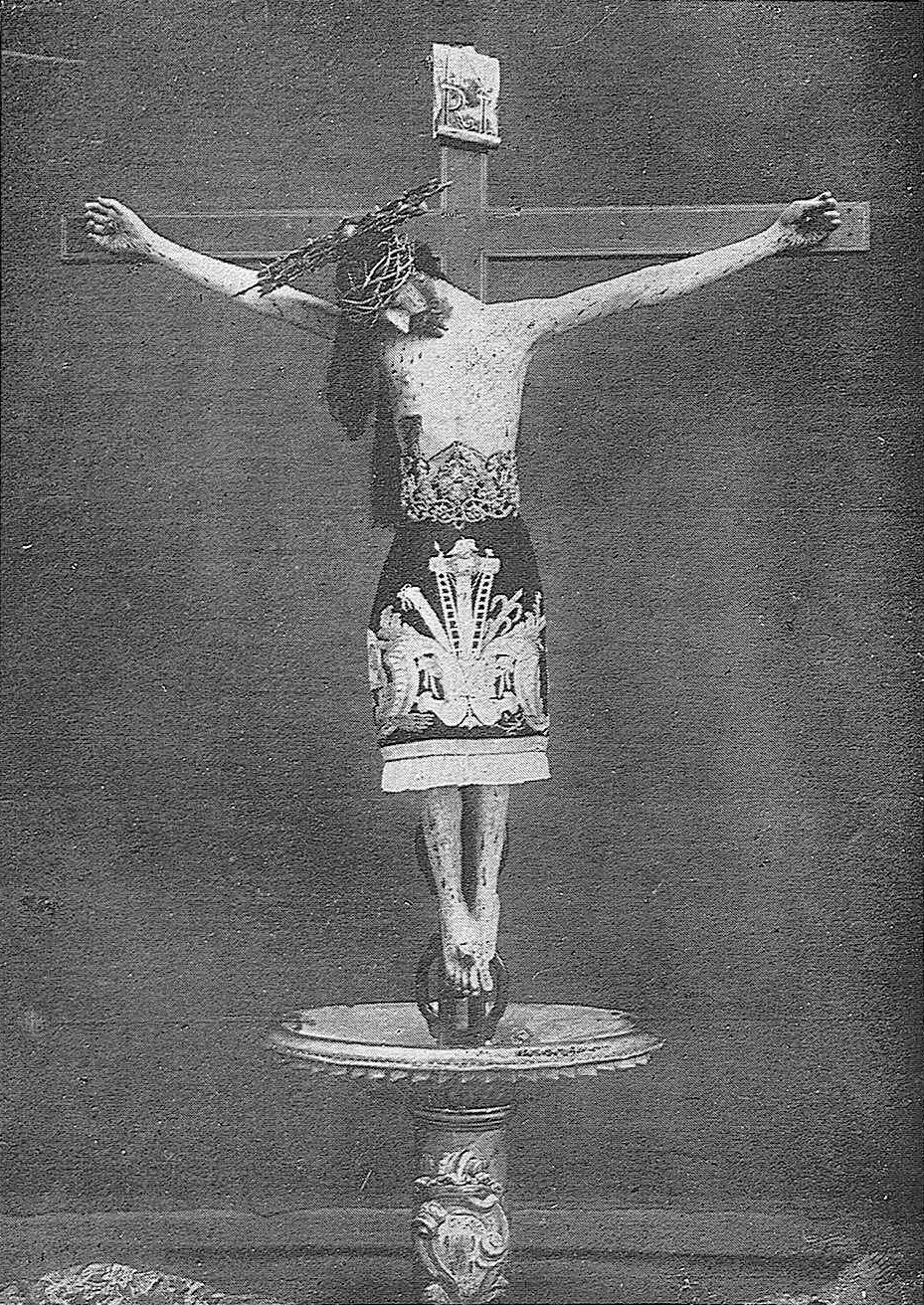
Imagen del Santo Cristo de la Sangre en la revista mallorquina La Roqueta

Los orígenes de las procesiones a Palma giran en torno al Santo Cristo de la Sangre y la procesión celebrada el Jueves Santo. En los inicios de esta celebración se encuentra un carácter doble: por un lado el carácter penitente de los participantes, que se disciplinaban con la voluntad de expiar pecados pero también de emular el sufrimiento en la Pasión de Cristo; y por otra la realización de una procesión como obra pía para recoger limosnas en beneficio del Hospital General. En cuanto al elemento penitencial, ya antes del Concilio de Trento se documenta una misa en Jueves Santo por la reconciliación de los penitentes. En cuanto a la vinculación en el Hospital de la Sangre, este hospital se fundó el sigilo, y seguramente la imagen de la Sangre data de mismo xvi; ya en el xv se documenta la Cofradía de la Sangre y la procesión del Jueves, que salía de la Iglesia de la Sangre y recorría la ciudad pasando por todos los conventos de monjas de clausura para que pudieran ver la imagen. Ya entonces es manifiesta la presencia de penitentes que se flagelaban durante el recorrido, con la cabeza cubierta para preservar el anonimato del pecador.
Ya dentro del mismo siglo se incorporó a la procesión un tercer elemento que fue clave por el desarrollo de la celebración hasta el xvi: la participación activa de los gremios. Cada gremio participaba en la procesión, agrupados y siguiendo una orden, y llevando imágenes de sus santos patrones y también de escenas de la Pasión. Vestían de blanco, con caperuzas y velas.
Por otro lado, el Viernes Santo la celebración continuaba, y se representaba un Descendimiento (que se mantiene en algunos pueblos de la isla) y a continuación continuaba la procesión del día anterior, bien fuera una repetición o una continuación, si es que se alargaba demasiado. Este día la procesión acababa con el Entierro de Jesús.

### Desarrollo
A lo largo del siglo xvii y xvii, la celebración se extendió con fervor en los pueblos. Pero también empezó a aparecer un cierto carácter festivo o poco respetuoso, como por ejemplo el de regalar ramos de flores a las muchachas o peladillas dentro de las iglesias. Todas estas prácticas fueron censuradas por las autoridades (incluso el obispo Díaz de la Guerra intentó de prohibir las procesiones de Semana Santa), pero han pervivido hasta la actualidad. Por otro lado, ya dentro del siglo XVIII, los cofrades sustituyeron su vestimenta blanca por negra.
En el siglo XVIII, en el Viernes Santo se popularizó la meditación de las escenas del Vía Crucis en las funciones a las iglesias, el Descendimiento y el Entierro. Además se continuaba la procesión del Jueves, se documenta una del desaparecido convento de San Francisco de Paula, en que se sacaba una imagen de la Virgen María de la Soledad, que actualmente sale en las procesiones con la Cofradía de Santa Cruz y ha cambiado la vocación por el de la Madre De Dios de los Dolores.
Así pues, además de la procesión del Jueves Santo, en Palma se habían celebrado, el Viernes Santo, la procesión del Santo Entierro, protagonizada por el mismo Cristo de la Sangre; la procesión de la Soledad, que salía del convento de San Francisco de Paula; y el Descendimiento, que tenía lugar a la Catedral.

### Decadencia y reforma
La introducción del liberalismo en España persiguió la figura de los gremios, que fueron convertidos en voluntarios el 1813 y el 1820 y abolidos definitivamente el 1836, acabada la Década Ominosa. Este hecho afectó intensamente la procesión de la Sangre, que perdió la colaboración de buena parte de los participantes y pasó a ser organizada exclusivamente por la Cofradía de la Sangre, de forma que perdió parte del carácter popular en favor de una celebración clerical en la cual solo participaban clérigos y las asociaciones parroquiales. La Semana Santa de Palma, por lo tanto, pasó a estar formada por una sola cofradía, hecho que no se revertiría hasta 1902.
Joaquim Maria Bover recoge que, en la procesión de 1824, después de la recuperación de los gremios, volvieron a hacer aparición, pero con menos imágenes que de costumbre porque unas se habían vendido y otras las habían robado. Desaparecidos definitivamente los gremios, la decadencia continuó, y el trienio esparterista (1841-43) comportó oposición por parte de las autoridades civiles. Siguió este trienio una recuperación durante los últimos años de Isabel II que fue clave por el nuevo carácter que acabaría para adquirir la celebración: con la voluntad de renovar la procesión de Jueves Santo, se pintaron nuevos estandartes (obra de los pintores Gabriel Reiners, Joan Mestre, Francesc Parietti y Ricard Ankerman) y se hicieron nuevas imágenes, para sustituir las antiguas perdidas, vendidas o en mal estado, todas de una sola figura y portadas en andas por cuatro personas:

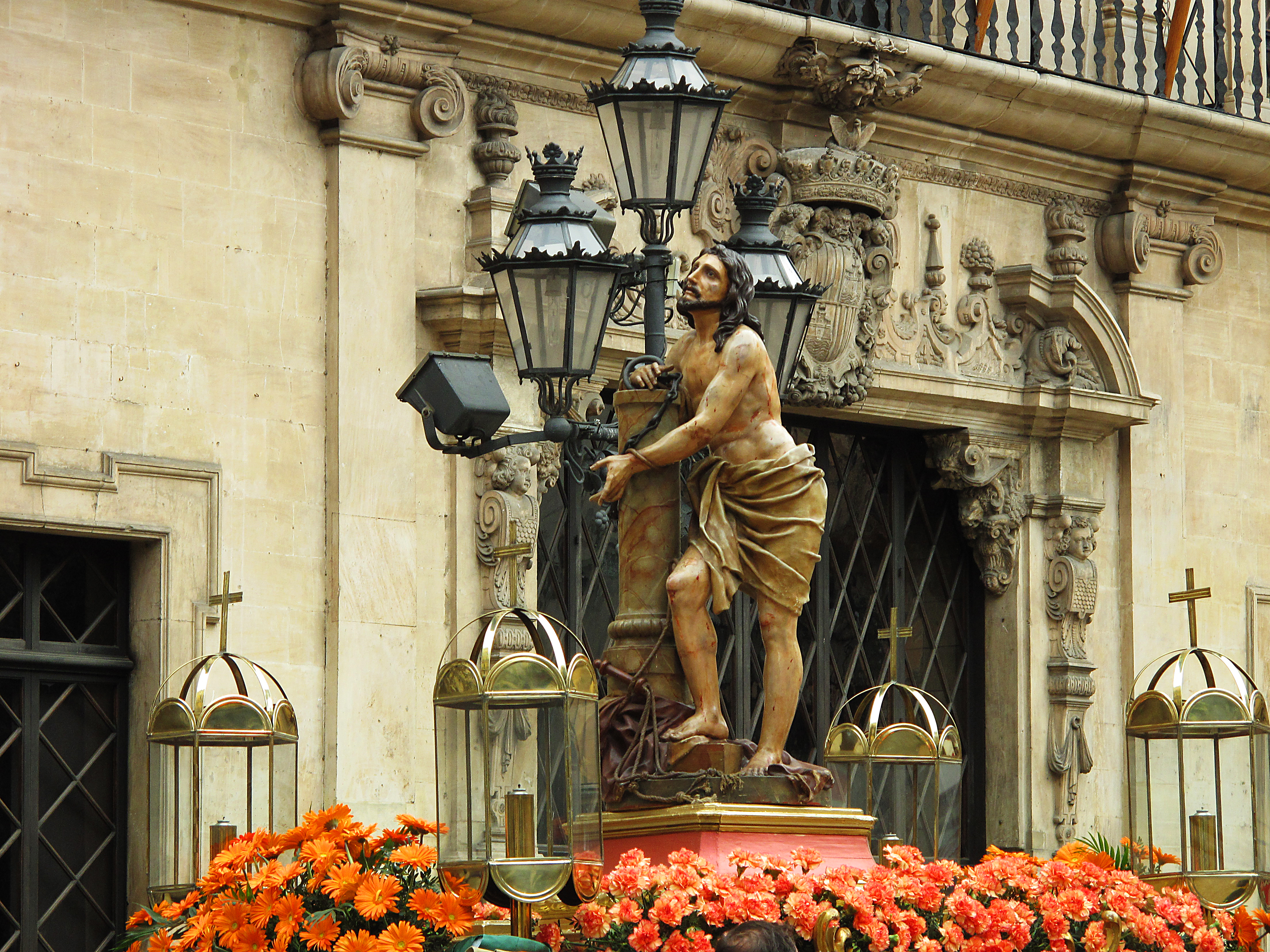
Jesús Azotado, obra de Salvador Torres (1867), pasando por delante del Ayuntamiento de Palma.

- Jesús en el huerto, obra de Lluís Font.[4]
- Jesús azotado, obra de Salvador Torres (1867).
- Ecce Homo, obra de Gabriel Joan Marroig.
- Jesús cargado con la cruz, obra de Lluis Font[4]

De estas imágenes, actualmente las tres primeras salen a las procesiones cada año, pero la primera es la única que todavía es portada en andas, la manera tradicional. Pocos años más tarde, se hicieron dos imágenes más:

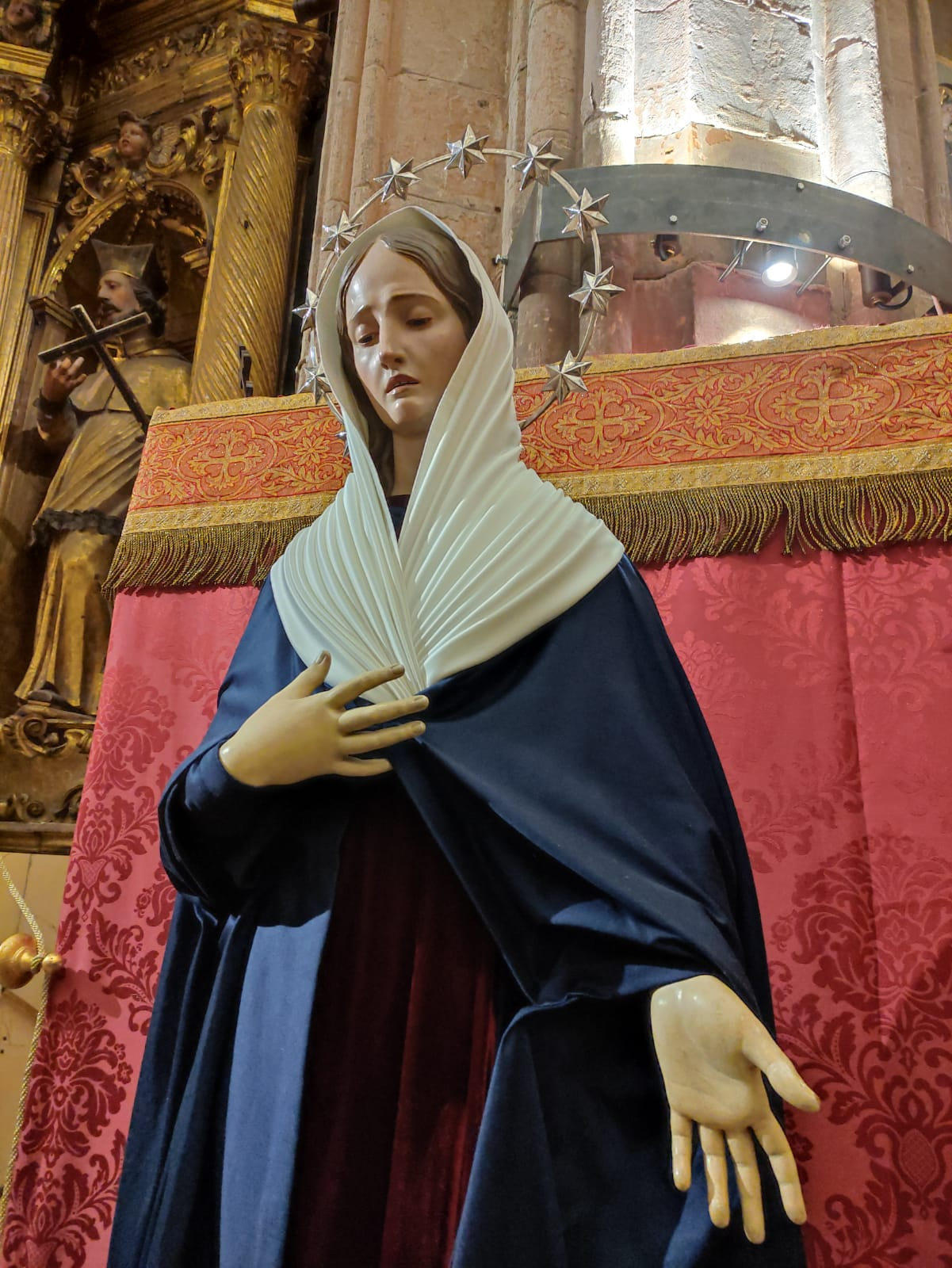
La Dolorosa, obra de Guillem Galmés (1890) y propiedad de la familia Ferrer

- La Dolorosa, obra de Llorenç Ferrer.
- Otra Dolorosa, obra de Guillem Galmés (1890).[4]

Por otro lado, el 1856 la Parroquia de Santa Eulalia organizó una procesión el Viernes Santo para acompañar la imagen de la Virgen de las Angustias que había hecho Adrià Ferran el 1815. Esta procesión se celebró durante unos años hasta que desapareció, seguramente durante el Sexenio Democrático.
Pero esta renovación fue seguida del boicot de parte de las autoridades durante el Sexenio Democrático (1868-1874), que acabó con la no celebración durante la Primera República. Ya definitivamente el 1875 se restableció la normalidad en las celebraciones de Semana Santa durante la Restauración Borbónica, y creció el número de procesiones realizadas: el 1877 ya hubo procesión en la Catedral el Domingo del Ramos, con ramos y palmas.

### Las nuevas cofradías

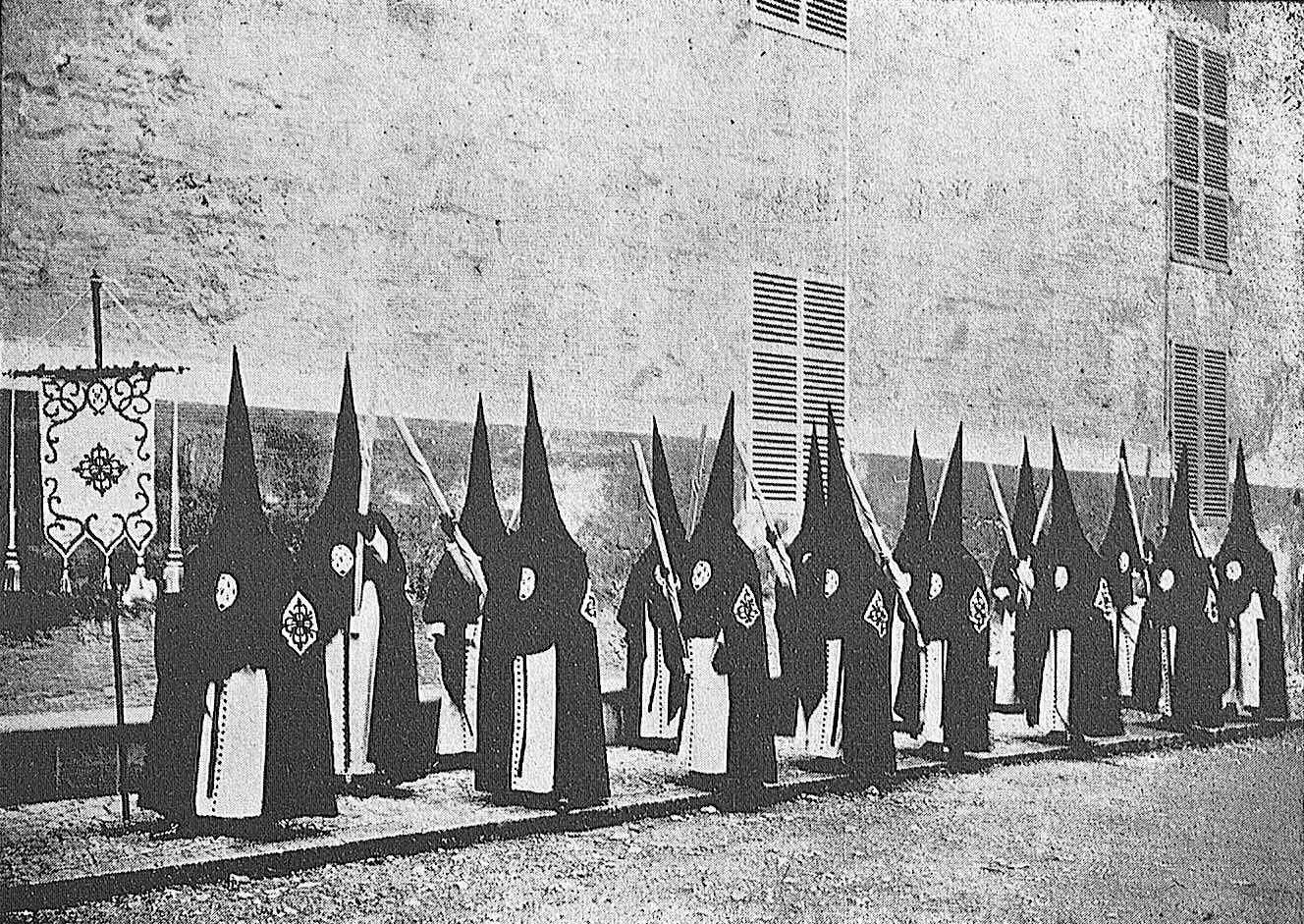
La cofradía Cruz de Calatrava saliendo en procesión por primera vez el Jueves Santo de 1902, siendo pionera en la participación de cofradías modernas en la Semana Santa de Palma

El 1902 se fundó la primera cofradía de Palma, la cofradía de la Cruz de Calatrava, inspirada en las cofradías sevillanas, y detrás estas vinieron muchas más: la de la Dolorosa (1910), la de las Cinco Llagas (1917), la de la Santa Faz (1923), y así hasta catorce en el año de la proclamación de la Segunda República. Estas nuevas cofradías, a diferencia de las de los antiguos gremios, no estaban vinculadas a un oficio sino a una parroquia, una organización religiosa o a la devoción a una imagen, y tenían ropas uniformadas y estatutos, inspiradas en las cofradías de Sevilla.
De todas maneras, la devoción por el Santo Cristo de la Sangre era común a todas las cofradías, de forma que la procesión del Jueves Santo continuaba siendo el acto central y contaba con la participación de todas las cofradías. Sin embargo, empezaron a aparecer más procesiones, en las cuales solamente participaba la cofradía titular y alguna invitada. En la coordinación de estas nuevas procesiones tuvo un papel importante el nuevo Comité de Semana Santa, embrión de la actual Asociación de Cofradías, consolidada a lo largo de los años cincuenta y que se encarga de organizar y coordinar las procesiones. La procesión de Martes Santo era la titular la Cofradía de la Dolorosa, que sacaba su paso homónimo; el 1951 se inició la procesión del Miércoles Santo por el barrio de Santa Cruz, de la cual es titular la cofradía homónima; el 1955 se celebraba la procesión del Santo Cristo de los Navegantes por el barrio de Santa Catalina, de la cual era titular la cofradía del Cristo de los Navegantes. El 1959 se celebraban cuatro procesiones el Viernes Santo: la de Nuestra Señora de la Soledad (organizada por la Cofradía de la Soledad por el barrio homónimo), la de Nuestra Señora de la Salud (organizada por la cofradía homónima por el barrio del Terreno), la de Nuestra Señora del Remedio (organizada por la Cofradía del Remedio del Molinar por el barrio homónimo) y la del Santo Entierro (organizada por la Cofradía de la Cruz de Calatrava por el barrio de la Calatrava).

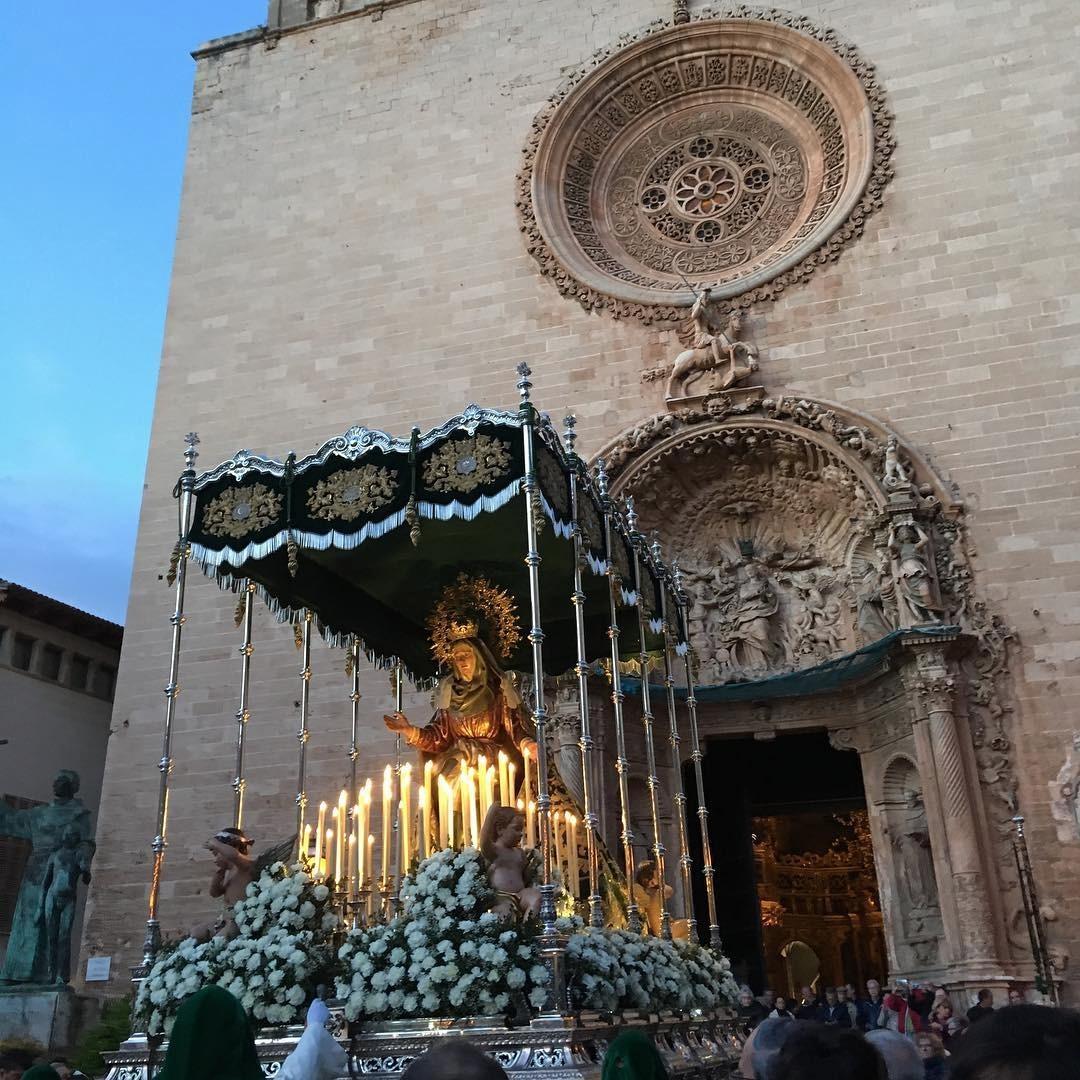
El paso de la Virgen de la Esperanza, de la cofradía homónima, saliendo de la Basílica de San Francisco

Hasta entonces, las imágenes que se sacaban eran de imaginería mallorquina, de una sola figura y portadas en andas por cuatro personas, si bien se habían empezado a introducir las ruedas. En el año 1954 se estrenó un nuevo paso, el de la Virgen de la Esperanza, patrocinado por Elionor Servera, esposa de Juan March Ordinas, realizado siguiendo la tradición sevillana, con un palio ricamente adornado y llevado por costaleros. El paso se convirtió en uno de los principales reclamos de las procesiones de Semana Santa detrás del Cristo de la Sangre, y supuso un precedente en cuanto a la participación de costaleros.

### Decadencia y resurgimiento
A pesar de que las procesiones no habían menguado durante la II República y que el franquismo favoreció el fenómeno, el aperturismo tardofranquista que empezó en los sesenta supuso un mal periodo por las procesiones de Semana Santa. Los valores de la sociedad cambiaban muy rápidamente y la religiosidad del pueblo decrecía, cosa que perjudicó mucho la popularidad e interés del pueblo por las procesiones. En los años setenta empezaron a desaparecer procesiones, de forma que durante un tiempo solo se celebraban las de Domingo del Ramo, Martes Santo, Jueves Santo y Viernes Santo. En los años ochenta desaparecieron las primeras cofradías (la de San Isidoro y la de Santa Marta), y durante treinta años no se fundó ninguna de nueva.Para frenar esta decadencia, la Asociación de Cofradías accedió a una demanda muy reivindicada: la de la participación de las mujeres en las procesiones, que últimamente ya lo habían empezado a hacer aprovechando la anonimato de la caperuza. Este cambio comportó un aumento muy importante en la participación e impidió que esta tradición entrara en crisis.

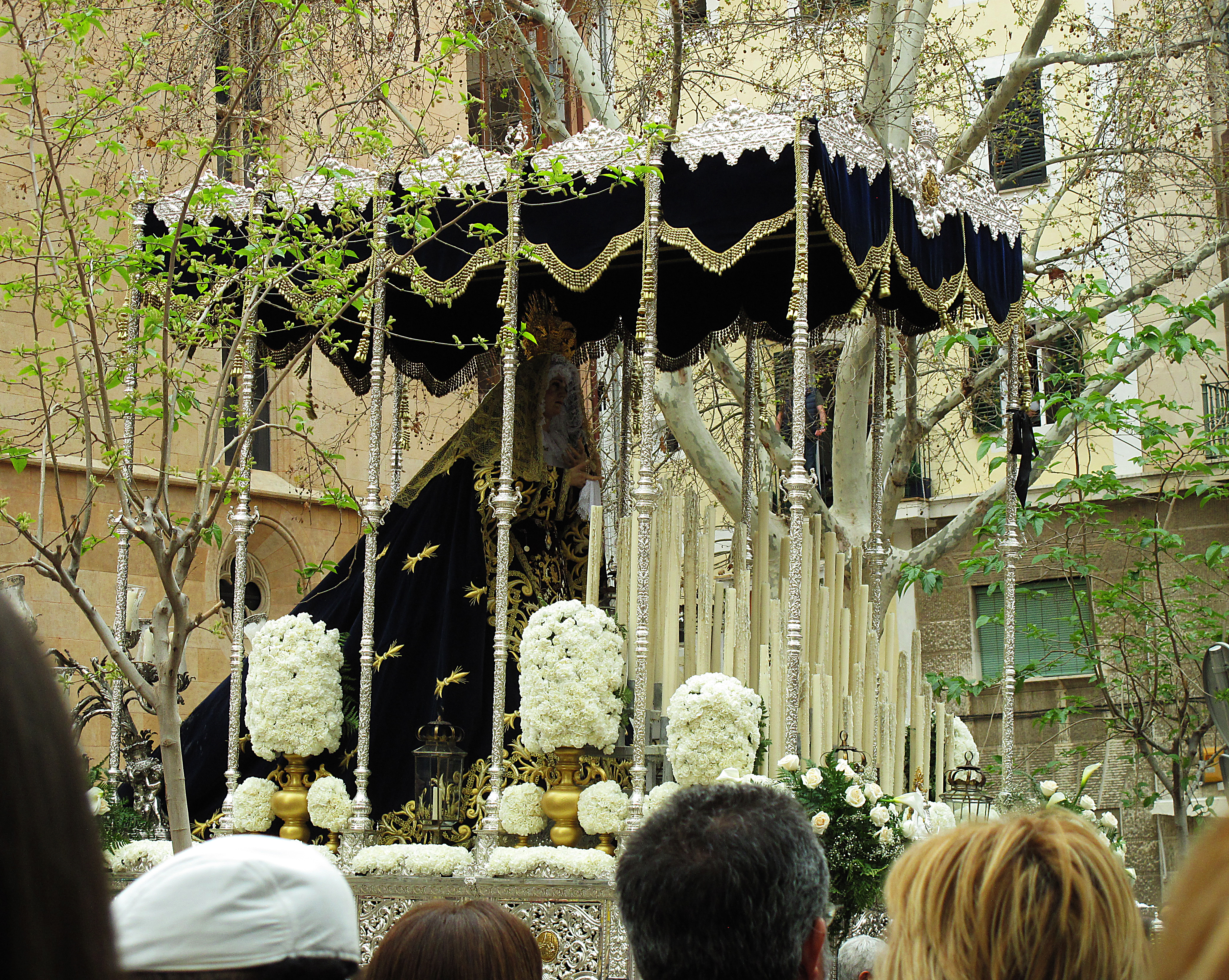
El paso de la Virgen de la Salud delante de la Iglesia de Santa Eulalia.

Las procesiones en Palma entraron en el siglo xxi con la intención de aumentar la popularidad; por eso, ya recuperadas las procesiones en Lunes y Miércoles Santo, se abrió la puerta a celebrar procesiones simultáneas estos dos días, circunstancia que se aprovechó el 2004 para llevar las procesiones a las diversas barriadas de la ciudad. Otro fenómeno destacado fue la creación de nuevos pasos, algunos llevados por decenas de costaleros: mientras que durante cuarenta años solo había un paso de estas características, el de la Virgen de la Esperanza, en 2019 había en torno a diez. Actualmente, contando con los pasos con ruedas, solamente tres cofradías (la del Silencio, la de los Cartujos y la de la Merced) no tienen ningún paso.
En 2020, por primera vez desde 1874, no se celebró ninguna procesión de Semana Santa debido la situación de la pandemia por el coronavirus, circunstancia que se repitió el 2021.
El 18 de diciembre de 2024 es coronada canónicamente Nuestra Señora de la Esperanza (o en catalán Mare de Déu de l'Esperança), de la cofradía homónima, por el obispo Taltavull en la Basílica de San Francisco debido a la gran devoción popular en la ciudad. Fue un hito histórico, ya que, se convirtió así en la primera imagen de una cofradía penitencial y procesional en recibir este reconocimiento en Mallorca. Se suma a las otras vírgenes icónicas de Mallorca: la Virgen de Lluch coronada en 1884; la Virgen de la Salud en 1931; la Virgen del Puig de San Salvador en 1934; la del Santuario de Cura en 1955; Santa María la Mayor de Inca en 1967; y la de Lloseta en 2006.

## Actos, celebraciones y procesiones

### Viernes de Dolores
El Viernes de Dolores se conmemora los sufrimientos de María durante la pasión de Cristo. Se celebra la Procesión de los Estandartes o Processó dels Estendards, en la que participan tres miembros de cada cofradía que acompañan a su estandarte. Tradicionalmente, ese mismo día se leía el pregón que da inicio a los actos de la Semana Santa de Palma, aunque desde 2023 se lee una semana antes en un nuevo acto, que es acompañado por un concierto y se celebra de forma rotatoria en diferentes iglesias de la ciudad.

#### Itinerario
Aunque, antiguamente se iniciaba el recorrido en la Iglesia de los Capuchinos y acababa en la Iglesia de San Francisco, en la actualidad empieza en el Convento de Sant Antoniet y finaliza en la misma basílica.

### Domingo de Ramos

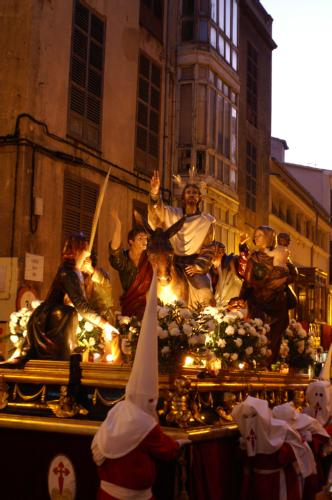
El paso de La Entrada Triunfal de Jesús en Jerusalén, de la Cofradía de Penitentes de Santiago

El Domingo de Ramos se conmemora el pasaje evangélico en el que Jesús llega a Jerusalén a lomos de una burra y es aclamado por el pueblo con palmas de olivo (Mt 21, 1-10). Se celebra la Procesión de la Entrada Triunfal de Jesús en Jerusalén o Processó de l'entrada de Jesús a Jerusalem, en la que participan todas las cofradías de la ciudad, junto con cofradías invitadas de otros pueblos de Mallorca.
La procesión se caracteriza por que los cofrades lleven palmas en vez de cirios, siendo la Cofradía de Penitentes de Santiago la cofradía titular.

#### Itinerario
Sale de la Parroquia de San Jaime y, a pesar de que muchos años ha acabado en la Iglesia de la Concepción o en la Iglesia de los Capuchinos, actualmente finaliza en la de San Cayetano.

### Lunes Santo

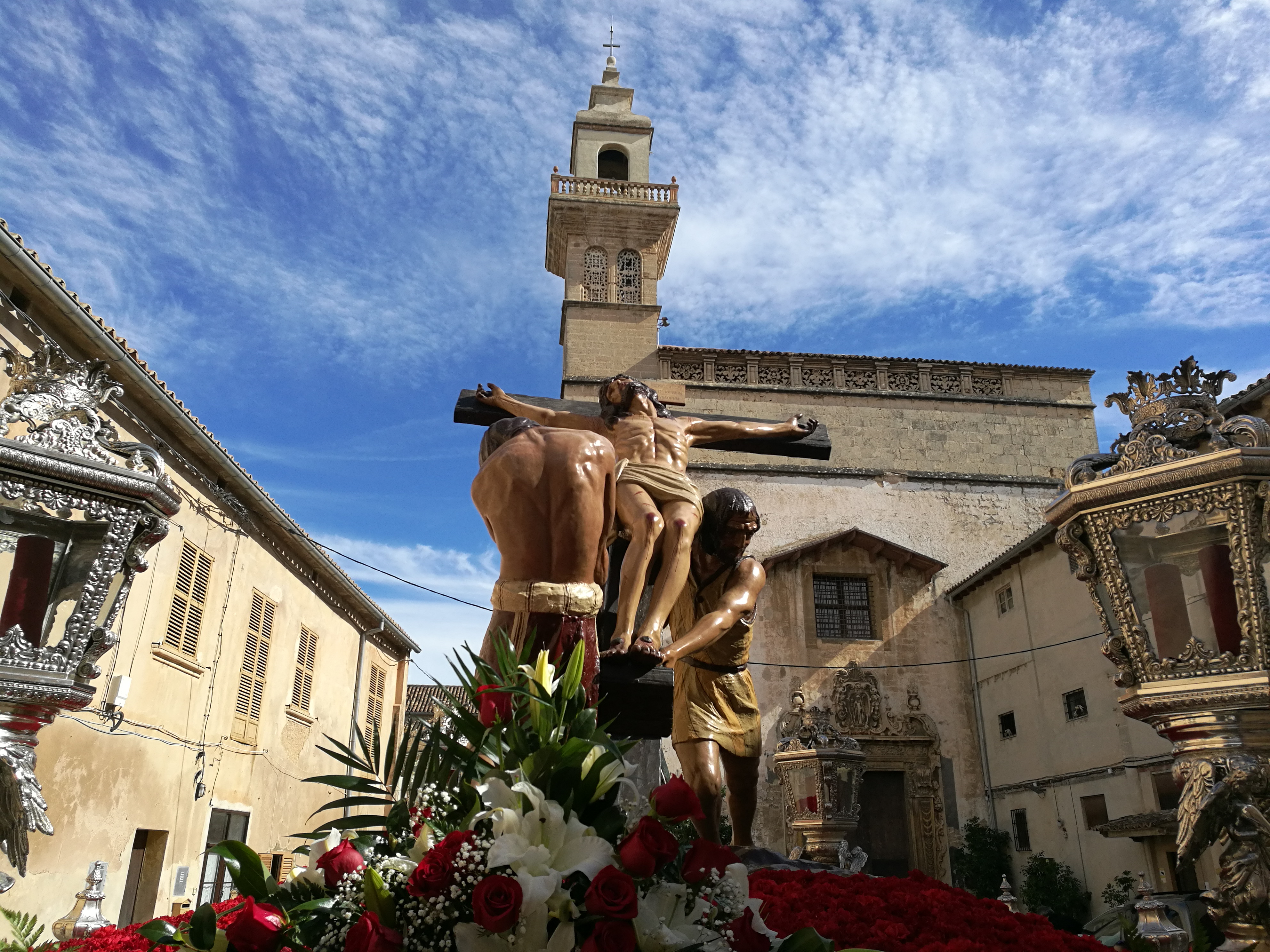
Imagen del paso del Santo Cristo de la Agonía en el Convento de Santa Clara.

Durante el Lunes Santo se conmemora el Evangelio en que María de Betania unge de perfume los pies de Jesús, en la casa de Lázaro, y Judas se lo recrimina (Jn 12, 1-11). En Palma, se realizan unas de las procesiones más recientes, de poco más de cincuenta años de existencia. Los recorridos y las cofradías titulares han ido variando, y llegó a haber seis procesiones simultáneas a comienzo del siglo XXI: 
- La Procesión de la Oración, por el barrio de San Miguel y la Merced y de itinerario variando, la cual, ya se había celebrado de 1952 a 1971.
- La Procesión del Santo Cristo de la Agonía, que sale del convento de Santa Clara
- La Procesión del Santo Cristo de los Boters, por los barrios de la Lonja con salida y final en la iglesia de San Juan de Malta
- La Procesión de la Esperanza, de la cofradía homónima, con punto de partida a la Iglesia de San Francisco
- La Procesión del Camino del Calvario, en la cual participaban las cofradías de las barriadas de Santa Catalina y Son Espanyolet.[20][21] Esta última retomaba la antigua procesión del Santo Cristo de los Navegantes, que se celebró de 1955 a 1968 también por el barrio de Santa Catalina, y que tenía origen en el recorrido que hacían las cofradías de la barriada durante el Miércoles Santo, saliendo de la Parroquia de San Sebastián, para unirse a la de Santa Cruz. A continuación, la procesión fue reeditada el 2007 y otros años codeando con la del Camino del Calvario.[20][22][23]

El 1972, después de que se cancelara la procesión de la Oración, se celebró la procesión de la Segunda Caída, de la cual era titular la cofradía de la Juventud Oratoriana y salía de su iglesia, la de los Capuchinos, aunque solamente se celebró durante tres años. El 1985, después de unos años sin ninguna procesión en Lunes Santo, se celebró la procesión de Jesús en el Huerto, que salió del convento de Santa Clara, se sacó la imagen homónima, obra de Luciera Fuente (1867), y la cofradía titular era la de la Salud, entonces custodiadora de la imagen.
El 2018 se produjo una reforma que limitó el número de procesiones, y actualmente solo se celebran las más antiguas: la de los Boters y una nueva procesión que unifica la de la Agonía con la de la Esperanza.

### Martes Santo

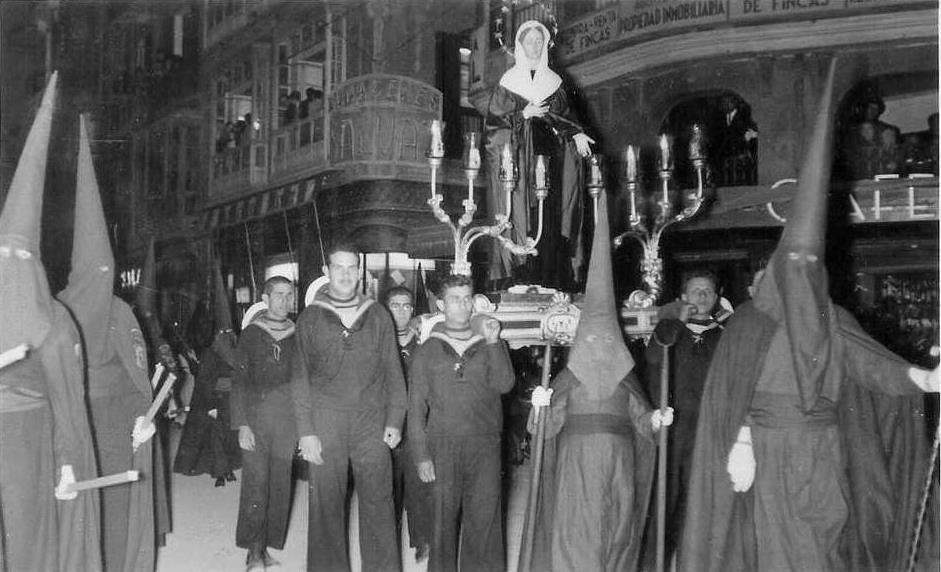
La imagen de La Dolorosa portada por cuatro marineros a hombros

El Martes Santo se conmemora como Jesús anticipa a sus discípulos la traición de Judas y las Negaciones de San Pedro (Jn 13, 21-33 36-38). Se celebra la Procesión de la Virgen de la Dolorosa o Processó de la Verge Dolorosa, en la que diversas cofradías de la ciudad acompañan a la imagen de la Dolorosa, para que, simbólicamente, la madre esté con su hijo Jesús hasta el Jueves Santo. La cofradía titular de esta procesión es la Real Cofradía de la Dolorosa.

#### Itinerario
Sale de la Parroquia de San Nicolás y finaliza en la Iglesia de la Anunciación - Santuario de la Sangre, donde se encuentra el Santo Cristo de la Sangre, figura central de la Semana Santa palmesana.

### Miércoles Santo
El Miércoles Santo se conmemora como Jesús confirma la traición de Judas Iscariote (Mt 26,14-25). Como el Lunes Santo, se realizan unas procesiones que son relativamente nuevas, habiendo habido también varias simultáneas: 
- La Procesión del Santo Cristo de la Santa Cruz, de la cual es titular la cofradía homónima y tiene un recorrido muy parecido a la de los Boters; la de Jesús del Gran Poder, por el barrio del Polígono de Levante
- La Procesión del Santo Cristo de la Agonía, con origen y final a la parroquia de San Pío X
- La Procesión de La Salle, por el barrio de Son Rapiña
- La Procesión de Jesús de la Humildad, con origen y final en Santa Margarita
- La Procesión de la Sangre del Molinar, por el barrio del Molinar
- La Procesión del Camino de Getsemaní, de Santa Mònica (los Hostalets) a la Soledad.[25] Esta última, aparecida el 2004, hasta el 2007 tenía la particularidad que tener tres cofradías titulares, que salían cada una de su parroquia (la del Santo Cristo de la Agonía, de San Pío X; la de Santa Mónica, del Sagrado Corazón, y la de la Soledad, de la iglesia homónima), se encontraban en la plaza de Miquel Dulce (entonces todavía Teniente Coronel Franco) y acababan juntas en la iglesia de San José Obrero.[26] Más tarde, la Cofradía del Santo Cristo de la Agonía modificó su procesión, y Santa Mónica y la Soledad se unificaron en una sola procesión que alternaba cada año la salida de una parroquia con el final en la otra.

Como en el caso de Lunes, la reforma de 2018 limitó el número de procesiones, y actualmente solo se celebran la del Camino de Getsemaní y la de Santa Cruz, la más antigua. Por otro lado, en la Iglesia de la Sangre, se hace el davallament del Santo Cristo de la Sangre, el cual, provoca una gran afluencia e interés popular, preparándolo para la procesión del posterior día.

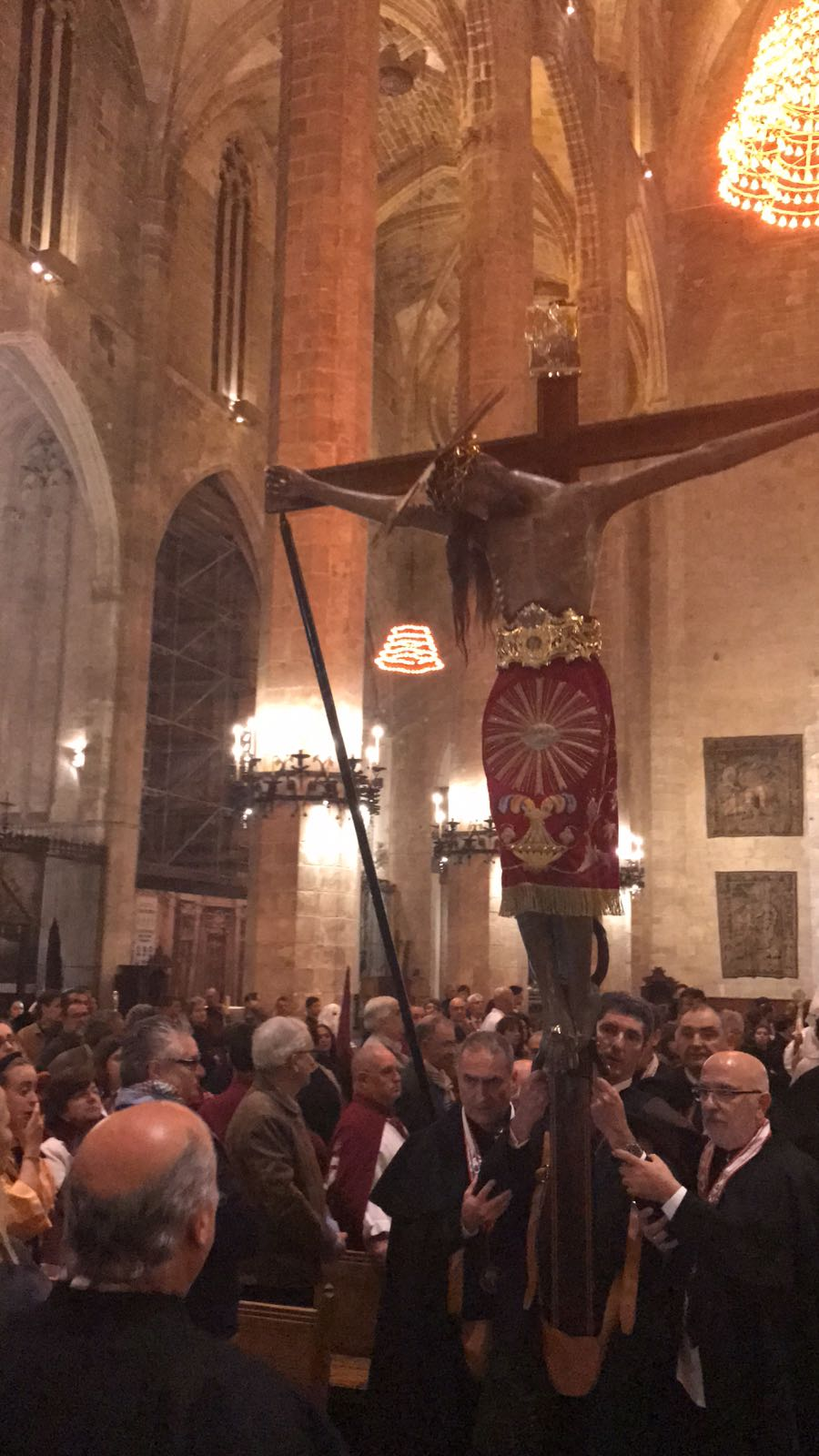
El Santo Cristo de la Sangre portado por tres mayordomos en la Catedral de Mallorca, durante la procesión del Jueves Santo.

### Jueves Santo
El Jueves Santo se conmemora el Lavatorio de los Pies y la Última Cena de Jesús con sus Apóstoles (Jn 13,1-15). Se celebra la Procesión del Santo Cristo de la Sangre o Processó del Sant Crist de la Sang, siendo la más importante de la Semana Santa de Palma. Participan todas las cofradías de Ciutat. Finaliza la procesión la talla de Cristo que se encuentra en la Iglesia de la Anunciación - Santuario de la Sangre, la cual, tiene una gran devoción popular, es de madera de alcornoque y yeso, de autor anónimo y pertenece al Consejo de Mallorca. En 2002, una persona se abalanzó sobre ella e hizo que cayera al suelo, provocando que durante dos años tuvo que presidir la procesión otra imagen de menor tamaño.
Su origen se remonta al siglo xv, cuando la cofradía de la Sangre la creó para recoger limosnas en beneficio del Hospital General. A partir del siglo xvi, se añadieron gremios y cofradías portando imágenes relacionadas con la pasión de Jesús. Originalmente la procesión se caracterizaba por el fuerte carácter penitencial, ya que, algunos nazarenos se golpeaban la espalda, hasta la cintura, por sus pecados cometidos. Además, era tradición recorrer los conventos de monjas de la ciudad.
Desde comienzos del siglo xx es retransmitida en la televisión pública autonómica IB3.

#### Itinerario
Su recorrido ha sido modificado bastantes veces, saliendo de la Iglesia de la Sangre y acabando durante años en la Catedral o de vuelta a la Sangre. Actualmente finaliza en la Catedral, aunque, con el objetivo de que el Santo Cristo de la Sangre no vuelva solo a su sede, una representación de cada cofradía hace el recorrido de vuelta con él.

### Viernes Santo
El Viernes Santo es conmemora la pasión de Cristo, siendo tradicional visitar durante la mañana por las Casas Santas, altar donde se guarda la hostia consagrada desde el Jueves Santo al Viernes Santo, que ornamentan las iglesias de la ciudad. Por la tarde se celebra la procesión del Santo Entierro o Processó del Sant Enterrament, en la que participan todas las cofradías de la ciudad. 

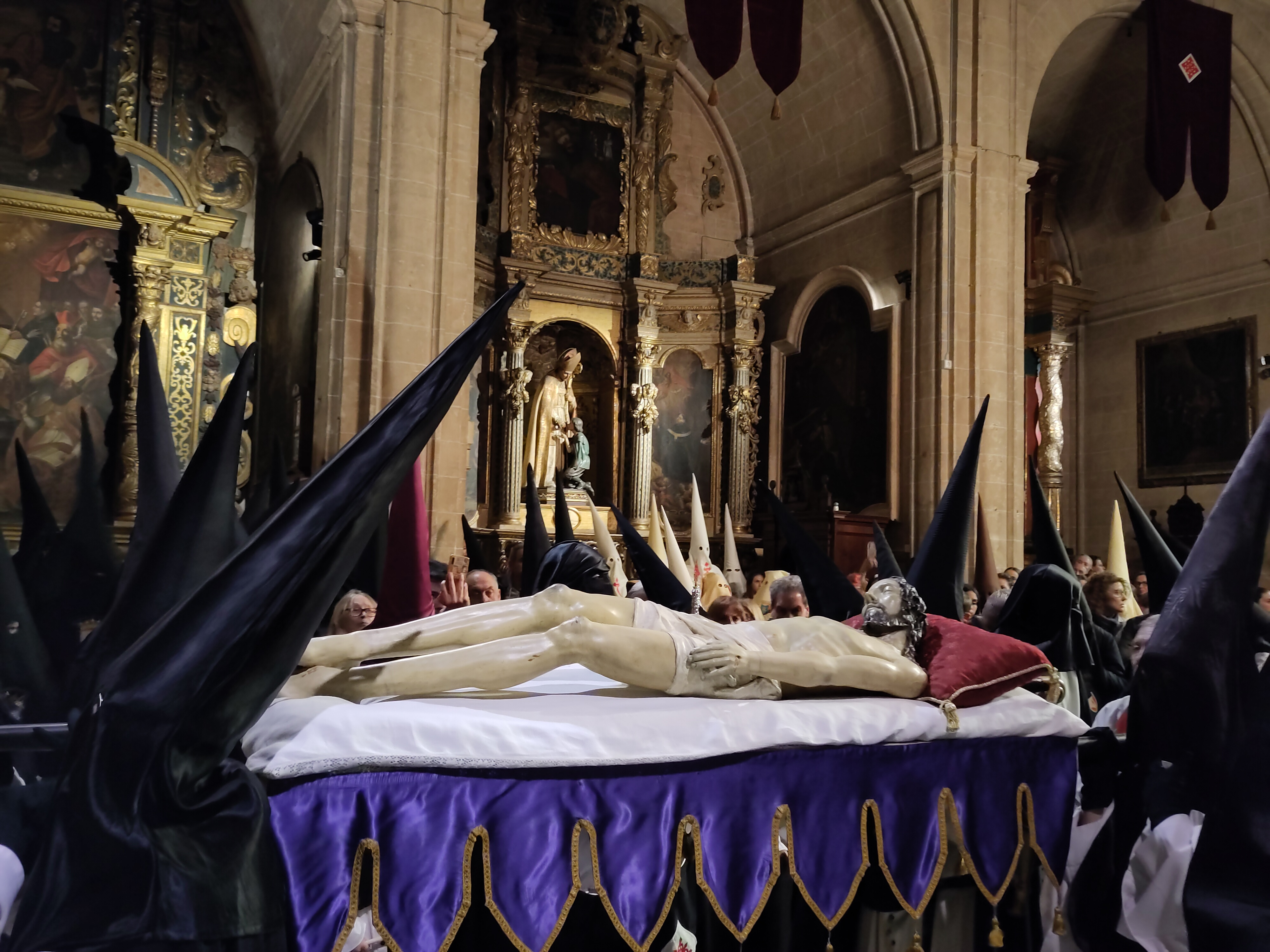
El Santo Entierro organizado en la Iglesia del Socorro por la cofradía más antigua de la ciudad, la de la Cruz de Calatrava, tras finalizar la procesión del Viernes Santo

Originariamente el Viernes Santo se celebraba la misma procesión del Santo Cristo de la Sangre, con la misma imagen y el mismo recorrido, o a veces una continuación del anterior día. Además, se escenificaba un Santo Entierro en la Catedral. A continuación, en el siglo xix se crearon nuevas procesiones por diferentes barrios de la ciudad. El 1856 y durante unos años se celebró una procesión que salía del desaparecido convento de San Francisco de Paula donde salía una imagen de la Soledad. En 1958 la Cofradía de la Virgen de la Salud organizó un Entierro propio por la barriada del Terreno; la del Remedio y la de la Sangre del Molinar por la barriada del Molinar.
La actual procesión nació en los años cincuenta, cuando varias cofradías se pusieron de acuerdo para celebrar una procesión con orígenes diferentes pero un itinerario común y final en la Iglesia del Socorro; una de las pioneras fue la Cofradía de la Juventud Seráfica que el 1951, una vez acabada la procesión de la Sangre del Viernes Santo, continuó hasta su iglesia, donde escenificó el Santo Entierro con una imagen de la iglesia. Los años siguientes, con la creación del Comité de Semana Santa (precedente de la actual Asociación de Cofradías de Semana Santa), la procesión se repitió hasta que el 1960 consolidó definitivamente la actual procesión, con participación de todas las cofradías y origen primero en la Catedral, y después en la Basílica de San Francisco.
Al igual que la procesión del Jueves Santo, es retransmitida por IB3.

#### Itinerario
Actualmente sale de San Francisco y acaba en la Iglesia del Socorro.

### Domingo de Resurrección
En muchas iglesias y parroquias de la ciudad, se celebra la procesión llamada del Encuentro rememora el encuentro de la Virgen María con Jesús después de la Resurrección.

## La Asociación de Cofradías de Semana Santa
La Asociación de Cofradías de Semana Santa de Palma, es una organización constituida en 1951 bajo el nombre de Comité de Semana Santa, el cual, estaba formado por una junta honoraria y otra ejecutiva, para coordinar a las cofradías en las nuevas procesiones que se estaban gestando, principalmente la Viernes Santo. Permitió establecer un mayor contacto entre las cofradías, cuyo número de fundaciones no cesaba, y criterios comunes. Anteriormente a esta, las procesiones eran organizadas por la Junta Provincial de Beneficencia.[cita requerida]
Está constituida jurídicamente como una federación de cofradías y los estatutos se rigen por el código de derecho canónico y por la normativa civil correspondiente. Entre sus principales funciones está la de coordinar a las cofradías en la confección de itinerarios y horarios por las procesiones y la de velar para mantener la fe en las procesiones. Actualmente, tiene dos órganos de gobierno, la Junta Rectora y el pleno, conformado por dos miembros de cada cofradía, y se someten a votación todas las propuestas además de la votación de la Junta Rectora.
La Junta Rectora, en el debate ideológico sobre el carácter de las procesiones palmesanas, generalmente ha tenido un posicionamiento favorable a la tradición mallorquina y opuesta a la incorporación de elementos foráneos. A lo largo del siglo xxi, el debate ha sido intenso y ha provocado varias dimisiones, como la de la Junta del 2001 o la de la del 2019.

### Cofradías
- Hermandad Sacramental y Cofradía de Ntro. Padre Jesús de la Humildad y Ntra. Sra. de la Paz (2008)
- Hermandad Penitencial de la Santa Caridad y San Junípero Serra (2003)
- Cofradía de Ntro. Padre Jesús del Gran Poder y María Stma. de la Concepción (2001)
- Cofradía de Santa Mónica (1997)
- Cofradía de Ntra. Sra. del Socorro y Ntro. Padre Jesús de la Pasión (1994)
- Cofradía de Ntro. Padre Jesús del Buen Perdón y Ntra. Sra. de las Angustias (1988)
- Cofradía de Ntra. Sra. de la Soledad (1957)
- Cofradía de la Sagrada Cena y Ntra. Sra. de la Salud (1957)
- Cofradía de Ntra. Sra. del Remedio (1955)
- Cofradía de Ntra. Sra. de la Merced (1953)
- Confraria de Ntra. Sra. de l’Assumpció (1953)
- Cofradía de San Jerónimo (1952)
- Cofradía de Penitentes del Santo Cristo de la Santa Cruz (1951)
- Cofradía Santo Tomás de Aquino (1945)
- Cofradía de Penitentes de Santiago (1944)
- Cofradía de San Miguel Arcángel (1941)
- Cofradía de La Salle (1940)
- Cofradía de Penitentes Cartujos (1938)
- Cofradía de la Juventud Oratoriana de San Felipe Neri (1934)
- Real Cofradía Ntro. Padre Jesús Nazareno (1930)
- Cofradía de Ntra. Sra. del Carmen (1930)
- Confraria Joventut Seràfica (1930)
- Cofradía de Cristo de los Navegantes (1929)
- Confraria Joventut Antoniana (1928)
- Cofradía Simón Cirineo (1928)
- Confraria Creuada de l’Amor Diví (1928)
- Cofradía El Silencio Ntra. Sra. de Montesión (1927)
- Cofradía Sto. Cristo de la Agonía (1924)
- Confraria Ntra. Sra. de L’Esperança i de la Pau (1924)
- Cofradía de la Santa Faz (1923)
- Cofradía de las Cinco Llagas (1917)
- Real Cofradía de la Virgen Dolorosa (1910)
- Antiquíssima Confraria de la Creu de Calatrava (1902)

Los pasos de muchas de las cofradías son acompañados musicalmente por grupos de tambores propios o con bandas y agrupaciones musicales. En la actualidad, participan principalmente:
- Agrupación Musical Madre del Dolor Sereno (2024)
- Agrupación Musical La Esencia - Mallorca (2023)
- Banda de Cornetas y Tambores La Expiración (2022)
- Agrupación Musical Ntro. Padre Jesús de la Humildad (2018)
- Banda de Música del Campo Redondo (2014)
- Agrupación Musical Ntra. Sra. de los Dolores - Indioteria (2006)
- Banda de Trompetas y Tambores Santa Mónica (2004)
- Agrupación Musical Nuestro Padre Jesús del Gran Poder (2003)
- Agrupació Musical Joventut d'Inca (1995)
- Agrupació Musical Ntra Sra. de l'Esperança i de la Pau (1995)
- Banda i Escola Municipal de Música de Marrachí (1990)
- Banda de Música del Excm. Ayuntamiento de Palma (1966)
- Banda de Música La Filarmónica Porrerense (1856)
- Banda i Escola Municipal de Música de Selva

Aunque también han participado otras como:
- Agrupación Musical Ntra. Sra. de la Salud (2000)
- Banda de Música de Campos (1981)

## Polémica

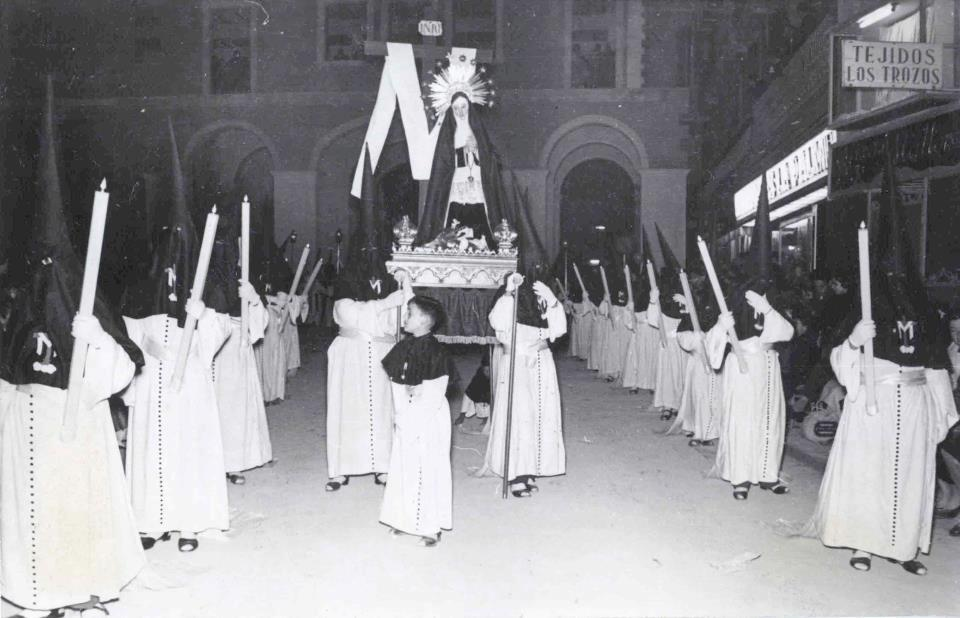
El paso de la Cofradía Nuestra Señora de la Soledad llevado a hombros por cuatro penitentes, saliendo de la plaza Mayor

Tradicionalmente, las procesiones mallorquinas tienen un carácter austero, silencioso y sereno, lejos del espectáculo, como lo prueba el hecho que los pasos tradicionales eran imágenes de dimensiones reducidas y portadas en andas por cuatro personas. Con el tiempo, la influencia de otras Semanas Santas ha ido influyendo las procesiones mallorquinas; principalmente con aportaciones andaluzas, por el gran prestigio que disfrutan aquellas procesiones pero también, más adelante, por el contingente de población que migró de Andalucía a Mallorca. Las primeras influencias llegaron a comienzo del siglo xx, con el nuevo modelo de vestimenta, la creación de cofradías a la andaluza, y con el tiempo ha ido influyendo la imaginería, los tipos de paso (aparición de los primeros costaleros) y la devoción popular. Con el tiempo, esto también comportó la llegada de las primeras muestras de pasión, llantos y cantos, particularmente de saetas, cantadas espontáneamente por los espectadores a las imágenes. A pesar de que la primera saeta cantada durante la Semana Santa de Palma se fecha de antes de la Guerra, no volvieron a aparecer hasta los años sesenta.
La coexistencia de estos dos modelos de devoción popular ha comportado un choque que ha comportado tensiones. Por un lado, un sector considera que las procesiones de Palma tienen que mantener el carácter tradicional, prohibiendo el canto de saetas, limitando la participación de pasos con costaleros y favoreciendo la participación de imágenes locales. Por otro lado, otro sector considera que hay que ser tolerante con las dos opciones, y permitir que cada cual viva las procesiones de su manera. Sin embargo, los partidarios de mantener el carácter tradicional han aducido argumentos como por ejemplo que la participación de pasos grandes cargados retarda mucho las procesiones, como también el canto de saetas, porque a menudo las imágenes se paran durante la actuación. Esta confrontación ha producido momentos de tensión con episodios de enfrentamientos verbales dentro de las procesiones y sanciones por parte de la Asociación de Cofradías, que generalmente ha mantenido una postura favorable a la preservación de la tradición.